# Качар, Гойко
Го́йко Ка́чар (серб. Гојко Качар; 26 января 1987, Нови-Сад, СФРЮ) — сербский футболист, игравший на позиции полузащитника. Выступал в сборной Сербии.

## Клубная карьера
Качар — воспитанник «Войводины», за которую он играл в 2003—2008 годах.
23 января 2008 года за 3 миллиона евро перешёл в немецкий клуб «Герта». 2 февраля в матче против франкфуртского «Айнтрахта» дебютировал в чемпионате Германии. 3 мая того же года в матче против «Карлсруэ» забил первый гол в Бундеслиге. Всего за берлинский клуб сыграл 64 матча и забил 10 мячей в чемпионате Германии.
31 июля 2010 года за 5,5 миллионов евро перешёл в «Гамбург». Летом 2013 года сербом интересовались российские клубы «Рубин» и «Томь». 15 февраля 2014 года отправился в аренду в японский клуб «Сересо Осака». 1 марта в матче против клуба «Санфречче Хиросима» дебютировал в чемпионате Японии. 15 марта в матче против «Симидзу С-Палс» забил единственный гол в японском первенстве.

## Международная карьера
24 ноября 2007 года в отборочном матче к чемпионату Европы 2008 против сборной Казахстана дебютировал за национальную команду. В составе сборной участвовал на чемпионате мира 2010 года. На турнире сыграл против сборной Германии.

## Семья
Родной дядя Гойко Слободан Качар — олимпийский чемпион 1980 года по боксу. Другой дядя Гойко, также боксёр Тадия Качар — вице-чемпион Олимпиады-1976.